# 국가신문출판광전총국
국가신문출판광전총국(중국어 간체자: 国家新闻出版广电总局, 정체자: 國家新聞出版廣電總局, 병음: Guójiā Xīnwén Chūbǎn Guǎngdiàn Zǒngjú, 약칭 광전총국(廣電總局))은 중화인민공화국의 미디어 감시 기구이다. 중화인민공화국 국무원 직속 기구이며 중화인민공화국의 텔레비전, 라디오, 신문, 출판, 영화 산업의 관리, 감독을 관할한다.

2013년 7월 신문출판총서(新聞出版總署)와 국가광파전영전시총국(國家廣播電影電視總局)을 통합하여 신설되었다. 텔레비전, 라디오, 신문, 출판, 보도, 방송 통제, 해외에서 제작된 프로그램 및 영화의 방송 금지, 검열을 담당한다. 직속 방송 기구로는 중국중앙텔레비전(텔레비전), 중앙인민방송국(국내용 라디오), 중국국제방송(국외용 라디오 방송국)을 두고 있다.